# Phoenix Suns 2003-2004
La stagione 2003-04 dei Phoenix Suns fu la 36ª nella NBA per la franchigia.
I Phoenix Suns arrivarono sesti nella Pacific Division della Western Conference con un record di 29-53, non qualificandosi per i play-off.

## Roster
| N° | Naz.                           | Ruolo | Sportivo          | Anno | Alt. | Peso |
| -- | ------------------------------ | ----- | ----------------- | ---- | ---- | ---- |
| 1  | Stati Uniti (bandiera)         | GA    | Anfernee Hardaway | 1971 | 201  | 88   |
| 2  | Stati Uniti (bandiera)         | G     | Joe Johnson       | 1981 | 203  | 102  |
| 3  | Stati Uniti (bandiera)         | G     | Stephon Marbury   | 1977 | 188  | 82   |
| 4  | Stati Uniti (bandiera)         | A     | Donnell Harvey    | 1980 | 203  | 100  |
| 10 | Brasile (bandiera)             | G     | Leandro Barbosa   | 1982 | 191  | 80   |
| 11 | Serbia e Montenegro (bandiera) | A     | Žarko Čabarkapa   | 1981 | 211  | 107  |
| 12 | Stati Uniti (bandiera)         | G     | Howard Eisley     | 1972 | 188  | 80   |
| 14 | Stati Uniti (bandiera)         | AC    | Antonio McDyess   | 1974 | 206  | 100  |
| 15 | Polonia (bandiera)             | C     | Cezary Trybański  | 1979 | 218  | 109  |
| 21 | Scozia (bandiera)              | A     | Robert Archibald  | 1980 | 211  | 113  |
| 22 | Stati Uniti (bandiera)         | G     | Brevin Knight     | 1975 | 178  | 78   |
| 23 | Stati Uniti (bandiera)         | GA    | Casey Jacobsen    | 1981 | 198  | 98   |
| 24 | Stati Uniti (bandiera)         | A     | Tom Gugliotta     | 1969 | 208  | 109  |
| 30 | Polonia (bandiera)             | A     | Maciej Lampe      | 1985 | 211  | 125  |
| 31 | Stati Uniti (bandiera)         | A     | Shawn Marion      | 1978 | 201  | 100  |
| 32 | Stati Uniti (bandiera)         | AC    | Amar'e Stoudemire | 1982 | 208  | 111  |
| 43 | Stati Uniti (bandiera)         | C     | Jake Voskuhl      | 1977 | 211  | 111  |
| 47 | Stati Uniti (bandiera)         | AC    | Scott Williams    | 1968 | 208  | 104  |
| 55 | Stati Uniti (bandiera)         | AC    | Jahidi White      | 1976 | 203  | 132  |

## Staff tecnico
- Allenatori: Frank Johnson (8-13) (fino al 10 dicembre)[1], Mike D'Antoni (21-40)
- Vice-allenatori: Mike D'Antoni (fino al 10 dicembre), Marc Iavaroni, Tim Grgurich, Phil Weber
- Vice-allenatore/scout: Todd Quinter
- Preparatore atletico: Aaron Nelson
- Assistente preparatore: Mike Elliott
- Preparatore fisico: Casey Smith